# 作家有栖系列
《作家有栖系列》（日语：作家アリスシリーズ），是有栖川有栖所著的推理小說系列。為了與有栖川所著的另一個小說系列《學生有栖系列》（又稱《江神二郎系列》、《學生篇》）有所區分，本系列也被稱為《火村英生系列》或《作家篇》。而火村英生系列之中多部例如《俄羅斯紅茶之謎》等，承襲了艾勒里·昆恩解謎風格的的一系列短篇小說作品則特別被稱為《國名系列》。
故事主要圍繞擔當偵探角色的犯罪學者火村英生，和飾演助手角色的推理作家有栖川有栖（暱稱「愛麗絲」），兩人協助大阪、兵庫、京都等各府縣的警察本部的相熟搜查隊伍，破解各式各樣的罪案。系列作品的特徵是在故事描繪上十分纖細，另外亦多以愛麗絲為第一人稱描述故事。

## 電視劇
2015年10月，日本電視台宣佈將會改編小說故事為電視連續劇，劇名為《臨床犯罪學者 火村英生的推理》（臨床犯罪学者 火村英生の推理），2016年1月17日起於日本電視台週日連續劇時段播放，由齋藤工主演。2016/3/20於Hulu播出3集sp。2019年再播出3集特別篇（ABC殺手、獵人的惡夢前篇、獵人的惡夢後篇）

### 演出角色

#### 主角
- 火村英生（英都大學社會學部副教授）：齋藤工
- 有栖川有栖（推理作家）：窪田正孝

#### 英都大學社會學部
- 貴島朱美（學生）：山本美月
- 松野貴子（學生）：堀口光（日语：堀口ひかる）
- 涉谷千尋（學生）：松永渚（日语：松永渚）

#### 京都府警察本部
- 小野希（搜查一課警部補）：優香
- 坂下惠一（搜查一課巡査部長）：清水一希
- 八十田宗則（鑑識員）：槙田雄司（日语：マキタスポーツ）
- 鍋島久志（搜查一課警部）：生瀨勝久

#### 香格里拉十字軍
- 諸星沙奈江：長谷川京子
- 鬼塚龍三：竹內涼真
- 城照文：今野浩喜
- 大石安奈：仁村紗和
- 嵯峨信人：野間口徹

#### 其他人物
- 坂亦清音（謎之少年）：小野寺晃良
- 難波洋（京都地方檢察廳檢事）：松澤一之（日语：松澤一之）
- 篠宮時繪（火村住處的女房東）：夏木麻里

#### 客串
第一集
- 尼克·哈雷路亞（精神藝術家）：戶次重幸（特別出演）
- 吉永（尼克經紀人）：音尾琢真（特別出演）
- 大和田雪枝（自由撰稿人）：入山法子
- 大和田英兒（雪枝的弟弟）：高杉真宙

第二集
- 相羽德明（大學生）：佐野岳
- 幡多瑛助（德明朋友/大學生）：吉澤亮

第三集
- 志摩征夫（演員）：飯田基祐
- 志摩惠里香（征夫妻子）：西田尚美
- 城戶譽（征夫經濟人）：兒嶋一哉

第四集
- 堂条秀一（社長）：岩城滉一
- 鷺尾優子（秘書）：內田理央
- 堂条秀二（副社長/秀一的弟弟）：合田雅吏
- 長池伸介（珠寶設計師）：忍成修吾
- 吉住則夫（宣傳部長/秀一的弟弟）：澀谷謙人

第五集
- 夕狩正比古（office夕狩的社長）：宅麻伸
- 愉良（正比古戀人/office夕狩旗下藝人）：小島梨里杏

### 合作
作為2016年1月期日本電視台制作的3部電視劇合作企劃的一環，2月17日，電視劇《彼岸花～警視廳搜查七課～》中，火村英生（齋藤工）和有栖川有栖（窪田正孝）作為客串特別出演。2月21日，播出的電視劇《怪盜 山貓》勝村（成宮寬貴）、霧島（菜菜緒）作為客串特別出演。

### 工作人員
- 原作：有栖川有栖《火村英生系列》（KADOKAWA、講談社、光文社、新潮社、文藝春秋、德間書店、幻冬舎）
- 編劇：Maki（日语：マギー）、佐藤友治
- 音樂：井筒昭雄
- 製作總監：松岡至
- 製作人：戶田一也（日本電視台）、小泉守、松山雅則（Total Media Communication）
- 導演：佐久間紀佳、明石廣人（日本電視台）、淺見真史（Total Media Communication）
- 主題曲：EDGE of LIFE「Selfy Trick」（Avex Trax）
- 製作協助：Total Media Communication
- 製作著作：日本電視台

### 播映日程及收視率
| 集數                                                    | 播出日        | 標題            | 劇本     | 導演       | 收視率 |
| ------------------------------------------------------- | ------------- | --------------- | -------- | ---------- | ------ |
| 第1集                                                   | 2016年1月17日 | 絶叫城殺人事件  | Maki     | 佐久間紀佳 | 11.1%  |
| 第2集                                                   | 2016年1月24日 | 異形怪客        | Maki     | 佐久間紀佳 | 9.9%   |
| 第3集                                                   | 2016年1月31日 | 副教授的贖金    | Maki     | 明石廣人   | 9.5%   |
| 第4集                                                   | 2016年2月7日  | 達利之繭        | 佐藤友治 | 淺見真史   | 9.7%   |
| 第5集                                                   | 2016年2月14日 | 打碎櫥窗        | Maki     | 佐久間紀佳 | 8.8%   |
| 第6集                                                   | 2016年2月21日 | 紅色的研究 前篇 | Maki     | 明石廣人   | 7.5%   |
| 第7集                                                   | 2016年2月28日 | 紅色的研究 後篇 | 佐藤友治 | 明石廣人   | 9.1%   |
| 第8集                                                   | 2016年3月6日  | 阿波羅的利刀    | Maki     | 佐久間紀佳 | 8.7%   |
| 第9集                                                   | 2016年3月13日 | 地下室的處刑    | Maki     | 淺見真史   | 6.6%   |
| 第10集                                                  | 2016年3月20日 | 邏輯死亡遊戲    | Maki     | 佐久間紀佳 | 6.9%   |
| 平均收視率8.8 %（收視率由Video Research於關東地區統計） |               |                 |          |            |        |

| 日本 日本電視台 日本電視台週日連續劇     | 日本 日本電視台 日本電視台週日連續劇                         | 日本 日本電視台 日本電視台週日連續劇 |
| ---------------------------------------- | ------------------------------------------------------------ | ------------------------------------ |
|                                          | 臨床犯罪學者 火村英生的推理 （2016年1月17日－2016年3月20日） |                                      |
| 天使心 （2015年10月11日－2015年12月6日） | 寬鬆世代又怎樣 （2016年4月17日－2016年6月19日）              |                                      |

| 臺灣 緯來日本台 週一至週五 22:00 - 00:00 | 臺灣 緯來日本台 週一至週五 22:00 - 00:00                   | 臺灣 緯來日本台 週一至週五 22:00 - 00:00 |
| ---------------------------------------- | ---------------------------------------------------------- | ---------------------------------------- |
|                                          | 臨床犯罪學者 火村英生的推理 （2017年6月5日－2017年6月9日） |                                          |
| （2017年5月25日－2017年6月2日）          | （2017年6月12日－2017年6月23日）                           |                                          |

## 外部連結
- 日本電視台《臨床犯罪学者 火村英生的推理》官方網站 （页面存档备份，存于）（日語）
- 緯來日本台《臨床犯罪学者 火村英生的推理》官方網站 （页面存档备份，存于） （繁體中文）
- 【官方】臨床犯罪学者 火村英生的推理的X（前Twitter）（日語）
- 週日連續劇「臨床犯罪学者 火村英生的推理」的Facebook專頁（日語）